# Bruno Meyer (Historiker)
Bruno Meyer (* 20. Februar 1911 in Zürich; † 9. Mai 1991 in Frauenfeld, reformiert, heimatberechtigt in Olten) war ein Schweizer Archivar und Historiker.

## Leben
Bruno Meyer kam  als Sohn des Ingenieurs Hans Meyer zur Welt. Nach dem Besuch von Schulen in Zürich und 1929 abgelegter Matura nahm Meyer zwischen 1929 und 1935 ein Studium der Geschichte in Zürich auf, das er 1935 mit dem Erwerb des akademischen Grades eines  Dr. phil. abschloss. Dazu absolvierte er zwischen 1934 und 1935 Lehrgänge am Österreichischen Institut für Geschichtsforschung in Wien sowie zwischen 1936 und 1937 an der École nationale des chartes in Paris.
In der Folge wirkte Meyer von 1937 bis 1979 als Staatsarchivar des Kantons Thurgau. Daneben amtierte Meyer von 1947 bis 1988 als Direktor des Napoleonmuseums Arenenberg sowie von 1959 bis 1977 des Historischen Museums des Kantons Thurgau und des Naturmuseums des Kantons Thurgau.
Ferner präsidierte er von 1953 bis 1974 die Vereinigung Schweizerischer Archivare sowie von 1960 bis 1982 den Historischen Verein des Kantons Thurgau. 1959 folgte Meyer dem Landesarchivar von Vorarlberg Meinrad Tiefenthaler als Präsident des Vereins für Geschichte des Bodensees und seiner Umgebung. In Meyers Amtszeit überwand der Verein die Stagnation der Kriegs- und Nachkriegsjahre: 1965 entstand auf Meyers Initiative eine grundlegend revidierte und bis heute gültige Satzung; 1968 beging der Verein eine weithin beachtete Einhundertjahrfeier. 1972 endete Meyers Präsidentschaft mit der Ernennung zum Ehrenpräsidenten.
Bruno Meyer war seit 1941 mit der Historikerin Elisabeth Meyer-Marthaler verheiratet. Er verstarb am 19. Mai 1991 im Alter von 80 Jahren in Frauenfeld.
Sein Nachlass wird im Staatsarchiv Thurgau aufbewahrt.

## Wirken
Bruno Meyer befasste sich in seinem umfangreichen wissenschaftlichen Werk vor allem mit der Bildung der Eidgenossenschaft vom 12. bis ins 14. Jahrhundert, der spätmittelalterlichen und frühneuzeitlichen Thurgauer Geschichte sowie mit Fragen der Archivistik.

## Schriften
(Auswahl)
- Das Ende des Herzogtums Schwaben auf linksrheinischem Gebiet, in: Schriften des Vereins für Geschichte des Bodensees und seiner Umgebung, 78. Jg. 1960, S. 65–109 (Digitalisat)
- Das Totenbuch von Wagenhusen, in: Schriften des Vereins für Geschichte des Bodensees und seiner Umgebung, 86. Jg. 1968, S. 87–180 (Digitalisat)
- Folgen der Fabel vom antiken Ursprung des Klosters Fischingen, in: Schriften des Vereins für Geschichte des Bodensees und seiner Umgebung, 90. Jg. 1972, S. 19–50 (Digitalisat)
- Fischingen als bischöfliches Kloster, in: Schriften des Vereins für Geschichte des Bodensees und seiner Umgebung, 92. Jg. 1974, S. 47–94 (Digitalisat)
- Rudolf von Habsburg – Graf, Landgraf und König, in: Schriften des Vereins für Geschichte des Bodensees und seiner Umgebung, 98. Jg. 1980, S. 1–12 (Digitalisat)
- Das Augustinerchorherrenstift Ittingen 1151–1461, in: Schriften des Vereins für Geschichte des Bodensees und seiner Umgebung, 104. Jg. 1986, S. 1–41 (Digitalisat)